# Winiec (jezioro)
Winiec – jezioro o powierzchni 4,04 ha, położone na zachód od wsi Winiec, w gminie Miłomłyn, w województwie warmińsko-mazurskim.

## Hydronimia
Według urzędowego spisu opracowanego przez Komisję Nazw Miejscowości i Obiektów Fizjograficznych (KNMiOF) nazwa tego jeziora to Winiec, niem. Jerczek See, Rohr See. W różnych publikacjach jezioro to występuje pod nazwą Jereczek.